# Haimps
Haimps è un comune francese di 514 abitanti situato nel dipartimento della Charente Marittima nella regione della Nuova Aquitania.

## Società

### Evoluzione demografica
Abitanti censiti

## Galleria d'immagini

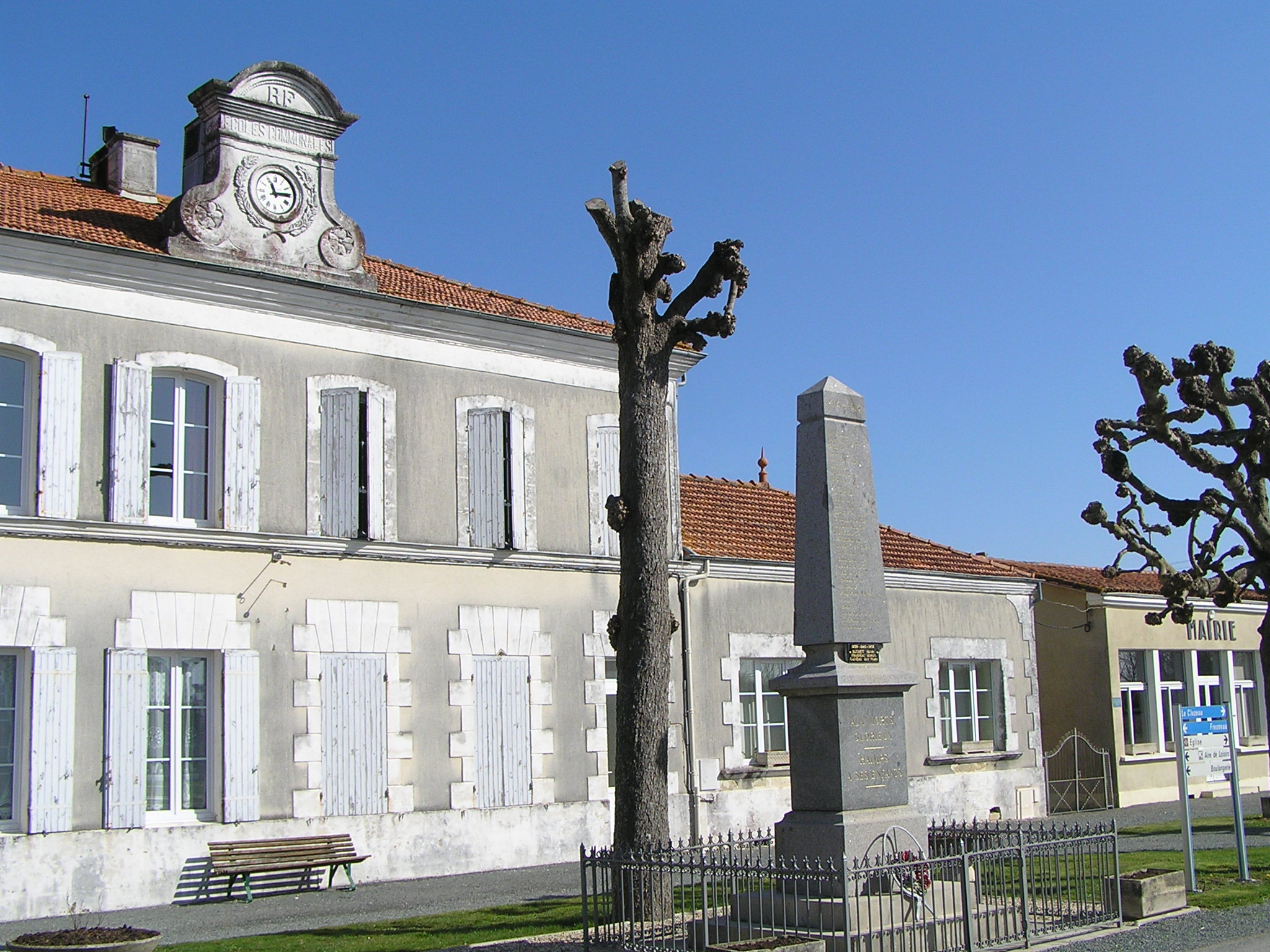
municipio e vecchia scuola
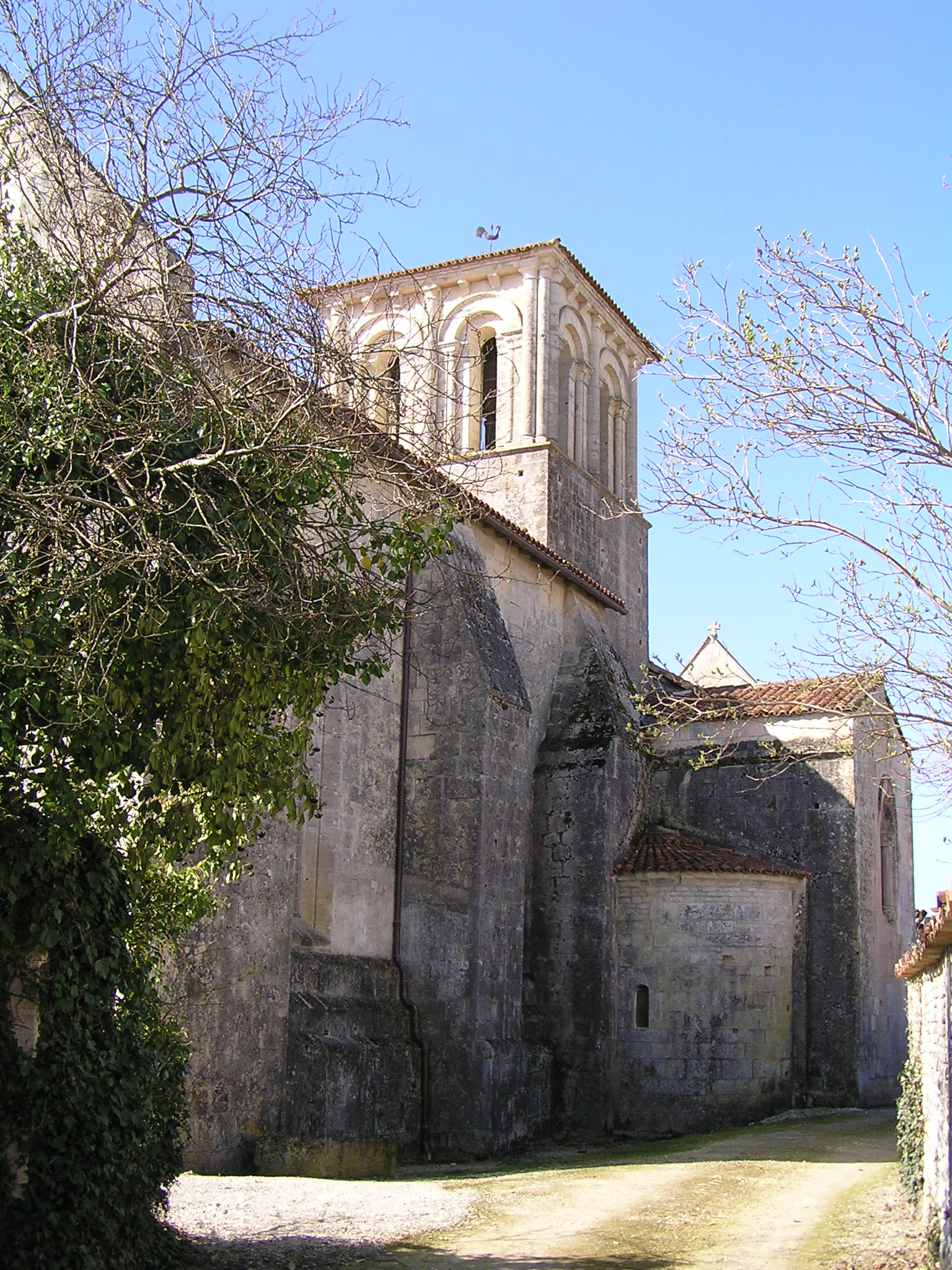
chiesa